# 에센 노면전차

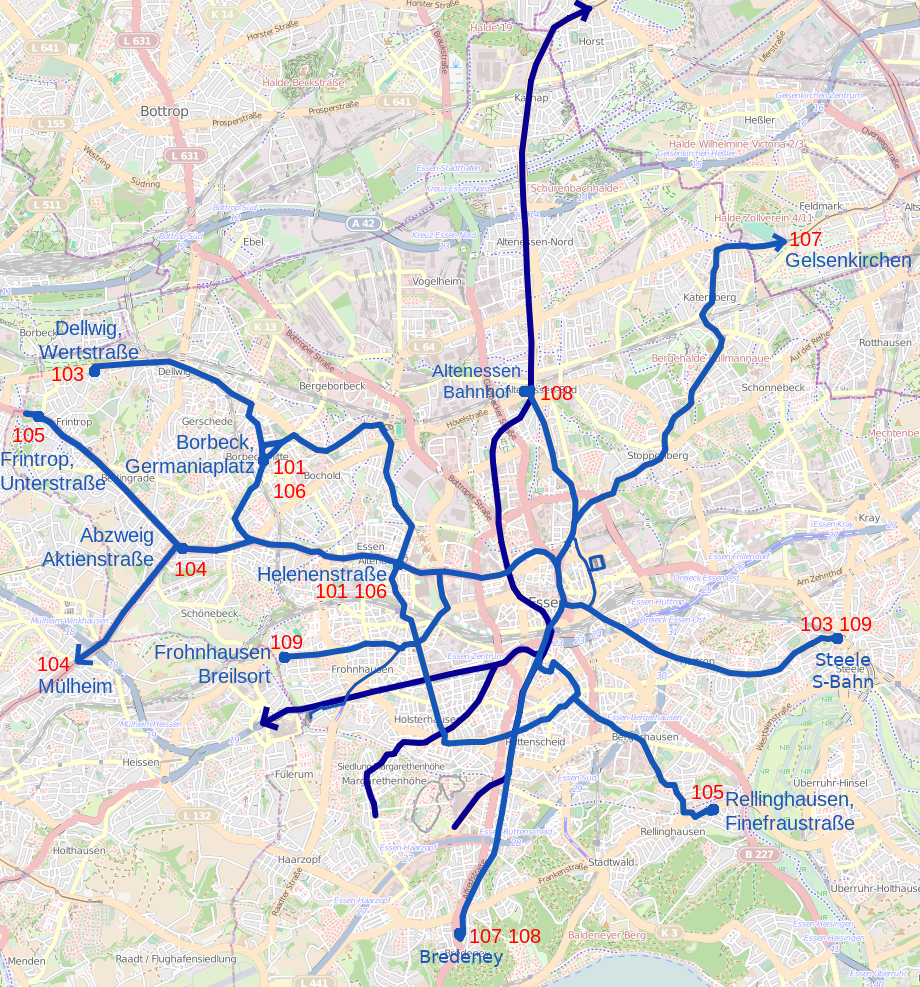
2013년 전차 노선도 (어두운 파랑: 에센 슈타트반)

에센 노면전차(독일어: Straßenbahn Essen)는 독일 노르트라인베스트팔렌주의 도시 에센(Essen)에서 운행하는 대중 교통 체계의 일부인 52.5 km의 노면전차 네트워크이다.
1893년에 개설된 이 네트워크는 루르반(Ruhrbahn, 구 Essener Verkehrs-AG)에서 1954년부터 운영되었으며, 인접한 도시인 겔젠키르헨에서도 서비스를 제공한다.
네트워크의 부족한 부분은 에센 슈타트반의 3개 경전철 노선으로 보완된다.

## 노선
2010년 11월 기준, 52.5 km의 노면전차 네트워크는 다음과 같은 7개의 노선으로 구성된다.
| 노선 | 경로 | 월~금 배차간격 | 토요일 배차간격 | 일요일 배차간격 |
| 101  | (브레데니 – 뤼텐샤이트 –) 에센 중앙역 – 베르게보르베크 역 – 보르베크 게르마니아플라츠 | 10             | 15              | 30/15           |
| 103  | 델비크 베르트슈트라세 – 보르베크 – 알텐도르프 – 에센 시청 – 에센 중앙역/홀레슈트라세 (– 후트로프 – 스텔레 (S))1                                                                            | 10             | 15              | 30/15           |
| 104  | MH-공항 – 슈타트미테 – MH-그렌체 보르베크 – E-쇠네베크 분기점 아키틴슈트라세 | 10/20          | 15/30           | 30              |
| 105  | 프린트로프 운터슈트라세 – 알텐도르프 – 에센 중앙역 – 베르거하우젠 – 렐링하우젠 피네프라우슈트라세                                                                                          | 10             | 15              | 30/15           |
| 106  | Altenessen Bf – 에센 시청 – 에센 중앙역 – 뤼텐샤이트 – 에센 서역 (S) – Helenenstr. (– 베르게보르베크 역)                                                                                   | 10             | 15              | 15              |
| 107  | 겔젠키르헨 중앙역 – 펠트마르크 – E-카테른베르크 – 아브츠바이크 카테른베르크 – 촐페라인 – 슈토펜베르크 – 에센 시청 – 홀레슈트라세/에센 중앙역 – 뤼텐샤이트 – 브레데니 (쿨투르리니에 107)2/3 | 20/10/5        | 30/15           | 30/15           |
| 109  | 프론하우젠 브라일조르트 – 알프레드 크루프 학교 – 베를린 광장 – 에센 시청 – 후트로프 – 스텔레 (S)                                                                                           | 10             | 15              | 15              |

굵은 글씨는 배차간격이 짧고, 기울임꼴은 배차간격이 긴 역을 가리킨다.

1 극혼잡 시간대에는 홀레슈트라세(Hollestraße) ~ 스텔레(Steele), 보통 출퇴근 시간에는 홀레슈트라세 행 만 운행한다. 비혼잡 시간대에는 에센 시청(Rathaus Essen) ~ 에센 중앙역(Essen Hbf)간을 운행한다.

2 노선은 루르반/BOGESTRA가(거의 독점적으로 루르반 철도 차량과 함께) 공동 운영한다.

3 출퇴근 시간대에 에센 시청 ~ 홀레슈트라세 간 노선은 중앙역 및 브레데니(Bredeney)를 경유하는 시청발 다른 운행을 제공한다.

## 같이 보기
- 에센 슈타트반

### 참고 문헌
- Höltge, Dieter (1994). 《Straßen- und Stadtbahnen in Deutschland》 [독일의 노면전차와 슈타트반] (독일어). Band 4: Ruhrgebiet - Von Dortmund bis Duisburg [Volume 4: Ruhr - from Dortmund to Duisburg]. 독일 프라이부르크 i. B.: EK-Verlag. ISBN 9783882553345.
- Schwandl, Robert (2012). 《Schwandl's Tram Atlas Deutschland》 (독일어, 영어) 3판. 베를린: Robert Schwandl Verlag. 54쪽. ISBN 9783936573336.